# フィロカリア

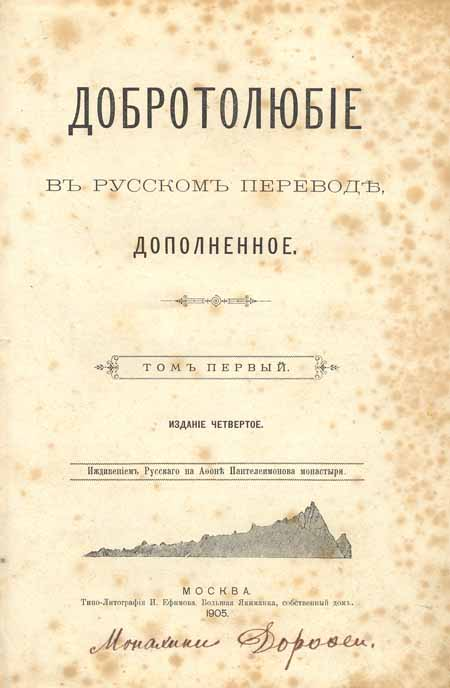
Philokalia (Moscow, 1905)

フィロカリア（古典ギリシャ語: φιλοκαλία、その意味する「美への愛」は、φιλία philia "愛" とκάλλος kallos "美" に由来、英語: Philokalia) は、「4世紀から15世紀にかけて修徳行者の達人たちによって書かれた文書のコレクション」であり、東方正教会の神秘的なヘシカズム（静寂主義）の伝統である。それらはもともと、「瞑想的な生活の実践」における修道士の指導のために書かれた。このコレクションは、法典472 (12 世紀)、605 (13 世紀)、476 (14 世紀)、628 (14 世紀)、および 629 (15 世紀)に基づいて、聖山アトスのニコデモスとコリントの主教マカリオスによって18世紀に編纂された。それらはアトス山のヴァトペディ修道院の図書館に保管されている。 
これらの作品は、『フィロカリア』に収録される前からギリシャ正教の修道院文化の中で個別に知られていたが、このコレクションに含まれることで、複数の言語に翻訳されることになり、より幅広い読者を獲得するに至った。最も初期の翻訳には、1793年のパイシイ・ヴェリチコフスキーによる厳選されたテキストの教会スラヴ語翻訳（Dobrotolublye、Добротолю́бїе）、1857年のイグナティ・ブリャンチャニノフによるロシア語翻訳、隠修者フェオファンによる5巻からなるロシア語翻訳（Dobrotolublye、Добротолюбие）が含まれていた。その後、ルーマニア語、イタリア語、フランス語、ドイツ語、スペイン語、フィンランド語、アラビア語の翻訳がなされた。
この本は、すべての東方正教会にとっての「主要な霊的文書」である。現在の英語訳の出版社は、「フィロカリアは、正教会の最近の歴史において、聖書以外のどの本よりもはるかに大きな影響力を及ぼしている」と述べている。
この「フィロカリア」という名前は、カイサリアのバシレイオスとナジアンゾスのグレゴリオスによって編纂されたオリゲネスの著作のアンソロジーに与えられた名前でもある。修道院の精神性に関する、この作品も長年にわたって同じタイトルを使用してきた。

## 歴史
20の修道院があるギリシャ北部のアトス山の半島は、歴史的に正教の精神性の地理的中心地と考えられているが、ニコデモスとマカリオスは、その地の修道士だった。彼らによってギリシャ語の初版は1782年にヴェネチアで出版され、ギリシャ語の第2版は1893年にアテネで出版された。原文はすべてギリシャ語で、そのうち2冊は最初にラテン語で書かれ、ビザンチン時代にギリシャ語に翻訳された。
パイシイ・ヴェリチコフスキーが教会スラヴ語に翻訳した『ドブロトリュビエ』（1793年にモスクワで出版）には、フィロカリアの一部が含まれており、『無名の順礼者』（en:The Way of a Pilgrim）の著者である順礼者が旅の際に携行した本の版であった。内なる祈りについて序言を求めるロシアの順礼者についてのその本は、ロシアでフィロカリアとその教えを広めるのに役立った。ヴェリチコフスキーの翻訳は、『無名の順礼者』の人気と、オプティナ長老として知られるオプティナ修道院（en:Optina Monastery）の修道士たちの大衆への影響力によって、修道院から離れた一般の人々に広く読まれるようになった最初の作品となった。19世紀には2つのロシア語翻訳が出版され、一つはイグナティ・ブリャンチャニノフによるもの(1857年)で、もう一つは隠修者フェオファンによる『ドブロトリュビエ』(1877年)である。後者は5巻で出版され、元のギリシャ語版にはないテキストが含まれていた。
ヴェリチコフスキーは当初、オプティナ修道院の壁の外で自分の翻訳を共有することに躊躇していた。彼は、世界に住む人々が修道院の修道士の適切な監督や指導を受けられず、修道士の典礼生活の支援も得られないのではないかと懸念していた。彼は最終的にサンクトペテルブルクの府主教からこの本を出版するよう説得され、1793年に出版された。ブリャンチャニノフは著書の中で同様の懸念を表明し、適切な指導なしにイエスへの祈りを定期的に実践すると、霊的な妄想や高慢を引き起こす可能性があると読者に警告した。彼らの懸念は、フィロカリアの最初の編纂者であるニコデモスとは反対であった。ニコデモスは、イエスへの祈りは修道者であろうと平信徒であろうと、誰でも良い効果をもたらすことができると書いていた。絶え間ない内なる祈りに関する教えは、霊的な教師、つまりスターレツ（en:starets）の指導の下で実践されるべきであるということで全員が同意した。
1950年代の最初の英語とフランス語の部分翻訳は、多くのロシアの知識人を西ヨーロッパにもたらしたボリシェヴィキ革命の間接的な成果であった。T.S.エリオットは、出版社フェイバー・アンド・フェイバーの同僚取締役たちを説得して、フェオファンのロシア語版から部分的に英語に翻訳して出版し、1951年に驚くべき成功を収めた。原文のギリシャ語からのより完全な英語翻訳は、G.E.H.パーマー、カリストス・ウェア、フィリップ・シェラードの協力によって1979年に始まった。彼らは、1979年から1995 年にかけて『フィロカリア』全5巻のうち4巻を出版した。1946年には、ドゥミトル・スタニロアエ神父によるルーマニア語翻訳の全10巻の最初の部分が出版された。スタニロアエはギリシャ語の原文に加えて、「彼自身の長い脚注」を追加し、梯子のヨハネ、ガザのドロテオス、告白者マクシモス、新神学者シメオン、グレゴリオス・パラマスによる文書の対象範囲を大幅に拡大した。この作品は4,650ページである。トラピスト修道士トマス・マートンによるヘシカズムに関する著作も、『無名の順礼者（en:The Way of a Pilgrim）』をプロットの主要要素として取り上げた J.D.サリンジャーの『フラニーとズーイ』の間接的な影響とともに『フィロカリア』の人気を広めるのに役立った。

## 構成内容
このテキストのリストは、カリストス・ウェア主教、G.E.H.パーマー（en:Gerald Palmer (author)）、およびフィリップ・シェラード（en:Philip Sherrard）による4巻の英語翻訳に基づいている。フィロカリアの一部の作品は、J.P.ミーニュ（en:Jacques Paul Migne）の"Patrologia Graeca"および"Patrologia Latina"にも含まれている。

### 第1巻
- 隠修士イザヤ（英語版）

1. 知性（ヌース）の守りについて: 27章のテキスト

- エヴァグリオス・ポンティコス

1. 孤独な中での苦行と静寂に関する教えの概要
2. 情熱と思想に関する識別に関するテキスト
3. 覚醒（ネプシス）に関するテキストからの抜粋
4. 祈りについて: 153章のテキスト

- ヨハネス・カッシアヌス（英語版）

1. 八つの悪徳について: カストル司教のために書かれた文書
  1. 胃のコントロールについて
  2. 不貞の悪魔と肉の欲望について
  3. 強欲について
  4. 怒りについて
  5. 落胆したとき
  6. 無気力について
  7. 自尊心（プライド）について
2. スケティスの師父たちと識別について：アバ・レオンティオスのために書かれた文書

- 修行者マルコ

1. 霊的法則について: 200章のテキスト
2. 行いによって義とされると考える人々について: 226章のテキスト
3. 隠修士ニコラスへの手紙

- ヘシュキオス司祭（英語版）

1. 覚醒（ネプシス）と聖性について: テオドロスのために書かれた文書

- 修行者ネイロス（英語版）

1. 修行者の談話

- フォティケーのディアドコス（英語版）

1. 霊的知識と識別について: 100章

- カルパトスのヨハネ（英語版）

1. 彼に手紙を書いたインドの修道士たちの励ましのために: 100章
2. インドの同じ修道士の要請で送られた修行者の談話: 100章のテキストへの補足

- 大アントニオス

1. 人間の性格と高潔な生活について: 170章のテキスト
2. 大アントニオスによるこの文章は、パーマー、シェラード、ウェアによる英語翻訳 (1979年、327頁) の付録に変更された。これは、その言語と一般的な考え方が明らかにキリスト教的ではなく、大アントニオスによって書かれたものではない可能性があるという彼らの見解によるものである。

### 第2巻
- テオドロス大修行者(エデッサのテオドロス（フランス語版）)

1. 霊的な文書の100章
2. 理論

- 告白者マクシモス

1. 愛に関する400のテキスト、長老エルピディオスへの序文付き
2. 神学と神の子の受肉の摂理に関する200のテキスト（タラシオスのために書かれた）
3. 神学、神の経済、美徳と悪徳に関するさまざまなテキスト
4. 主の祈りについて

- リビアのタラシオス（フランス語版）

1. 愛、自制心、そして知性に従った生活について（長老パウロのために書かれた）

- ダマスコのヨハネ

1. 美徳と悪徳について
2. アバ・フィレモンに関する講話

- テオグノストス

1. 徳の実践、観想、司祭職について

### 第3巻
- シナイのフィロテオス（英語版）

1. 覚醒（ネプシス）に関する40章のテキスト

- 長老エリア（英語版）

1. 格言的アンソロジー: パート I
2. 格言的アンソロジー: パート II
3. 格言的アンソロジー: パート III
4. 格言的アンソロジー: パート IV

- 修道士テオファネス

1. 神の恵みのはしご

- ダマスコのペテロ（英語版）

1. 第 Ⅰ 巻: 神聖な知識の宝庫
2. 第 Ⅱ 巻: 24の談話

- シメオン・メタフラステス

1. 聖マカリオス『50の霊的説教 (en)』の意訳
  1. 精神的な完全性
  2. 祈り
  3. 患者の忍耐と差別
  4. 知性の向上
  5. 愛
  6. 知性の自由

### 第4巻
- 新神学者シメオン

1. 信仰について
2. 実践的・神学的な153のテキスト
3. 3つの祈りの方法 [彼によるもの]

- ニケタス・ステタトス（英語版）

1. 徳の実践について: 100のテキスト
2. 物事の内部の性質と知性の浄化について: 100のテキスト
3. 霊的な知識、愛、そして生きることの完全性について: 100のテキスト

- テオリプトス（英語版）、フィラデルフィア府主教

1. キリストの内なる働きと修道院の職業について
2. テキスト

- 修道士ニケフォロス（英語版）

1. 覚醒（ネプシス）と心の守りについて
  1. 私たちの師父アントニオスの生涯から
  2. 聖テオドシオス共住修道院長（en:Theodosius the Cenobiarch）の生涯から
  3. 聖アルセニオス（en:Arsenius the Great）の生涯から
  4. ラトロス山の聖パウロ（en:Paul of Latrus）の生涯より
  5. 聖サバス（en:Sabbas the Sanctified）の生涯より
  6. アバ・アガトン（en:Agathon of Scetis）の生涯より
  7. アバ・マルコ（en:Mark the Ascetic）からニコラスへの手紙より
  8. 聖ヨハネ・クリマコスより
  9. 隠修士聖イザヤ（en:Isaiah the Solitary）より
  10. 聖大マカリオスより
  11. 聖ディアドコス（en:Diadochos of Photiki）より
  12. シリア人聖イサク著『禁欲説教（en）』より
  13. カルパトスの聖ヨハネ（en:John of Karpathos）より
  14. 新神学者聖シメオンより
  15. ニケフォロス本人より

- シナイのグレゴリオス

1. 戒めと教義、警告と約束について。思想、情熱、美徳、そして静寂と祈りについて: 137章のテキスト
2. さらなるテキスト
  1. 情熱に満ちた変化について
  2. 有益な変化について
  3. 病的な脱臼について
3. 告白者ロンギノスのために書かれた恵みと妄想のしるしについて: 10章のテキスト
  1. 聖霊のエネルギーを発見する方法について
  2. さまざまな種類のエネルギーについて
  3. 神聖なエネルギーについて
  4. 妄想について
4. 静けさについて: 15章のテキスト
  1. 二つの祈りの方法
  2. 警醒（けいせい）の始まり
  3. 詩篇を詠む様々な方法
5. 祈りについて: 7つのテキスト
  1. ヘシュカストが祈りのために座って、すぐに立ち上がらないようにする方法
  2. 祈りの方法
  3. 祈りにおいて知性をマスターする方法
  4. 思考を追い出す方法
  5. 詩篇の歌い方
  6. 食事の摂り方
  7. 妄想とその他のテーマについて

- グレゴリオス・パラマス

1. 最も尊い修道女クセニアへ
2. 新約10章
3. 静寂の生活を熱心に実践する人々を守るために
4. 祈りと心の純粋さに関する3つのテキスト
5. 自然科学と神学科学、道徳と禁欲生活に関するトピック: 150章
6. 静寂の生活を敬虔に実践する人々を守る聖なる山の宣言

### 第5巻
本書は2020年に英語翻訳で出版された。以上は現代ギリシャ語訳の内容である。
- カリストス（en:Callistus I of Constantinople）とイグナティオス・クサントプロス

1. 迷いと修道生活を選択する人のための方法と正確な規範: 100章

- カリストス・アンジェリコウディス（ロシア語 ru:Каллист Ангеликуд）

1. ケファライア (章): 81章

- Kallistos Tilikoudis (Kallistos Angelikoudis と同じと推定)

1. ヘシカスティックな実践について

- Kallistos Katafygiotis (Kallistos Angelikoudis と同じと推定)

1. 神との結合とテオーリアの生涯について[17]

- シメオン、テッサロニキ大司教（en:Symeon of Thessalonica）

1. 神聖で神聖な祈りに関する章

- 優しい聖マルコ

1. 聖なる祈りに込められた言葉について

- 匿名

1. 「キリエ・エレイソン」（主よ憐れみたまえ）の解釈

- 新神学者シメオン

1. この世の悩みに巻き込まれている人が美徳を完成させることは不可能だと言う人のための信仰と教えについての講義と、冒頭で有益なナレーション。
2. 3つの祈りの方法について

- シナイのグレゴリオス（en:Gregory of Sinai）

1. 聖マキシモス・カプソカリヴィス（en:Maximos of Kafsokalyvia）の生涯からの抜粋
2. すべてのキリスト者は途切れることなく祈らなければならない